# アン・ハーディング
アン・ハーディング（Ann Harding、1902年8月7日 - 1981年9月1日）は、アメリカ合衆国の女優である。1930年代に「トーキー」という新しいメディアで名声を得た最初の女優の一人である。1931年には"Holiday"でアカデミー主演女優賞にノミネートされた。

## 若年期
ハーディングは、ドロシー・ウォルトン・ガトリー(Dorothy Walton Gatley)として、1902年8月7日にテキサス州サンアントニオのアメリカ陸軍の基地フォート・サム・ヒューストンで、陸軍将校ジョージ・G・ガトリーの娘として生まれた。父の異動に伴い各地を転々としたが、主にニュージャージー州イーストオレンジで育ち、イーストオレンジ高校を卒業した後、ブリンマー大学を卒業した。大学在学中に演劇を学び、女優となることを決意してニューヨークに移り住んだ。女優になることに父が激しく反対したことから、キャリアをスタートさせる際にアン・ハーディングという芸名を名乗るようになった。

## キャリア
ハーディングの演劇界での最初の仕事は脚本解析だった。その後、演技を始め、1921年の"Like a King"で初めてブロードウェイの舞台に立った。その3年後、ペンシルベニア州フィラデルフィア・ローズバレーのセミプロの小劇場、ヘッジロウ劇場の創設者ジャスパー・ディーターの演出で"The Master Builder"に出演してからは、同劇場を拠点に活動するようになった。それから数年間、ハーディングはヘッジロウの舞台に立った。やがてハーディングは主役を演じるようになり、フィットネス講師のシルヴィア・オブ・ハリウッドの指導で体型を維持した。ハーディングはピッツバーグの演劇界を代表する舞台女優となり、シャープ・カンパニーと共演し、ハリー・バニスターと共にニクソン・プレイヤーズを立ち上げた。

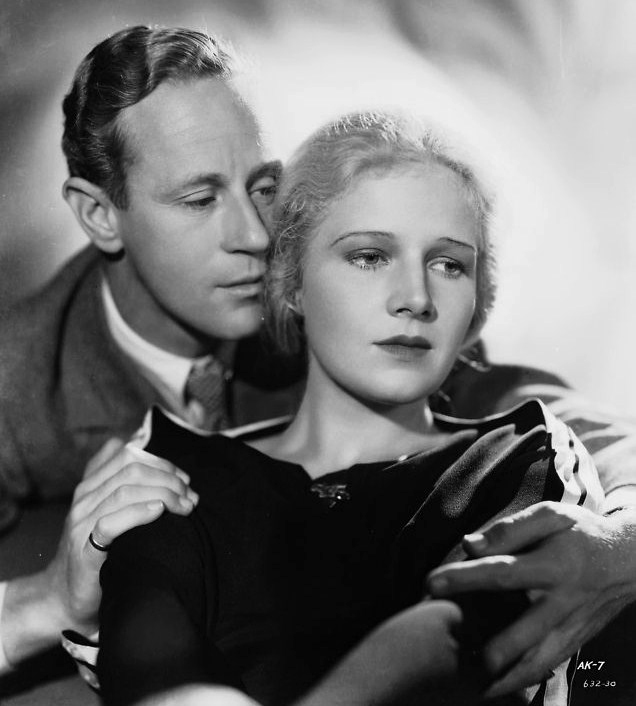
"The Animal Kingdom"（1932年）でレスリー・ハワードと共演するハーディング

1920年代後半にはカリフォルニア州へ移り住み、トーキーが導入され始めたころの映画界で働き始めた。1929年、"Paris Bound"のフレドリック・マーチの相手役で映画デビューした。1931年、ディーターからヘッジロウ劇場を購入し、劇団に寄贈した。
ハーディングはパテ社（後にRKOに吸収）と契約を結び、パテ社はハーディングをMGMの大スター、ノーマ・シアラーへの対抗馬と位置づけた。舞台経験を積んでいたハーディングは、すぐに主役級の役に抜擢された。ハーディングはロナルド・コールマン、ローレンス・オリヴィエ、マーナ・ロイ、ハーバート・マーシャル、レスリー・ハワード、リチャード・ディックス、ゲイリー・クーパーらと共演し、MGMやパラマウントなどの他の映画会社の作品にも出演した。ハーディングはRKOで、ヘレン・トゥエルブトゥリーズ、コンスタンス・ベネットとともに、「女性映画」というジャンルを専門とする三人組を構成した。
評論家たちはハーディングの演技を絶賛し、舞台経験に裏打ちされたハーディングの演技や話し方は、トーキーという新しいメディアにおける財産であると評した。キャリアの全盛期となったこの時期の出演作には、"The Animal Kingdom"、"Peter Ibbetson"、"When Ladies Meet"、"The Flame Within"、Biography of a Bachelor Girl"などがある。1931年には"Holiday"でアカデミー主演女優賞にノミネートされた。しかし、1930年代後半になると、ハーディングは「美しく清楚で自己犠牲的な女性」というステレオタイプとして見られるようになり、出演依頼が少なくなった。1937年に指揮者のワーナー・ジャンセンと結婚してからは、一時的に映画に出なくなった。
1942年の"Eyes in the Night"で女優業に復帰し、その他の映画でも脇役を演じた。1947年の『五番街の出来事』で、主演チャーリー・ラグルスの相手役を演じた。1956年の『灰色の服を着た男』でフレドリック・マーチと再び共演した。
1960年代には、1927年以来となるブロードウェイの舞台に立った。1962年にはジョージ・C・スコット演出の"General Seeger"に主演し、1964年には"Abraham Cochrane"に出演した。いずれも作品も上演期間は短く、前者は3回しか上演されなかった。
1965年、テレビドラマ『ベン・ケーシー』へのゲスト出演を最後に女優業を引退した。

## 私生活
ハーディングは生涯に2度結婚し、いずれも離婚している。
- 俳優のハリー・バニスター（英語版）[4]  - 1926年に結婚し、1932年にネバダ州リノで離婚した。2人の離婚を報じた『ニューヨーク・タイムス』の記事（1932年5月8日）には、ハーディングはまだ夫を愛していたが、人気が低迷していたバニスターを助けるために離婚に同意したと書かれている。同紙は、この離婚はネバダ州のリベラルな離婚法の歴史の中で最も異例なものであり、婚姻の解消によってのみ、彼はスターダムに登り詰めたハーディングの影から逃れることができたと述べている。また、この離婚により、娘のジェーン（1928年 - 2005年）の親権を巡る法廷闘争に発展し[10]、最終的にハーディングが親権を獲得した。ハーディングの伝記作家であるスコット・オブライエンとのインタビューで、ジェーンは次のように語っている。「私はひどい子供時代を過ごした。付き添いの看護婦が嫌いだった。母を見たことはなかった。彼女はいつも忙しかった[11]。」
- 指揮者のワーナー・ジャンセン[12]  - 1937年に結婚し、1963年に離婚した。ハーディングの主張によれば、ハーディングは夫に支配され、友人から遠ざけられ、世間から孤立させられた。ジャンセンとの間の子供はいなかったが、ジャンセンには前妻との間の子供、アリスとワーナー・ジュニアがいた[13]。

また、結婚はしなかったが、ハーディングは小説家・脚本家のジーン・ファウラーとも関係を持った。
1960年代初頭、ハーディングはグレース・ケイ(Grace Kaye)とともに生活していた。ハーディングはグレースのことを周囲には「娘」と言っており、グレースは「グレース・ケイ・ハーディング」としても知られる。
1932年の大統領選挙において、ハーディングは共和党候補で現職のハーバート・フーヴァーの選挙戦に参加したが、フーヴァーは民主党のフランクリン・ルーズベルトに敗れた。

## 死去
1965年の引退後はカリフォルニア州ロサンゼルスのシャーマン・オークスに住んだ。1981年9月1日にシャーマン・オークスの自宅において79歳で死去した。死去したとき、ハーディングにはジェーン・オットーという娘と4人の孫がいた。遺体はハリウッドヒルズのフォレスト・ローン・メモリアル・パークに埋葬された。

## 遺産

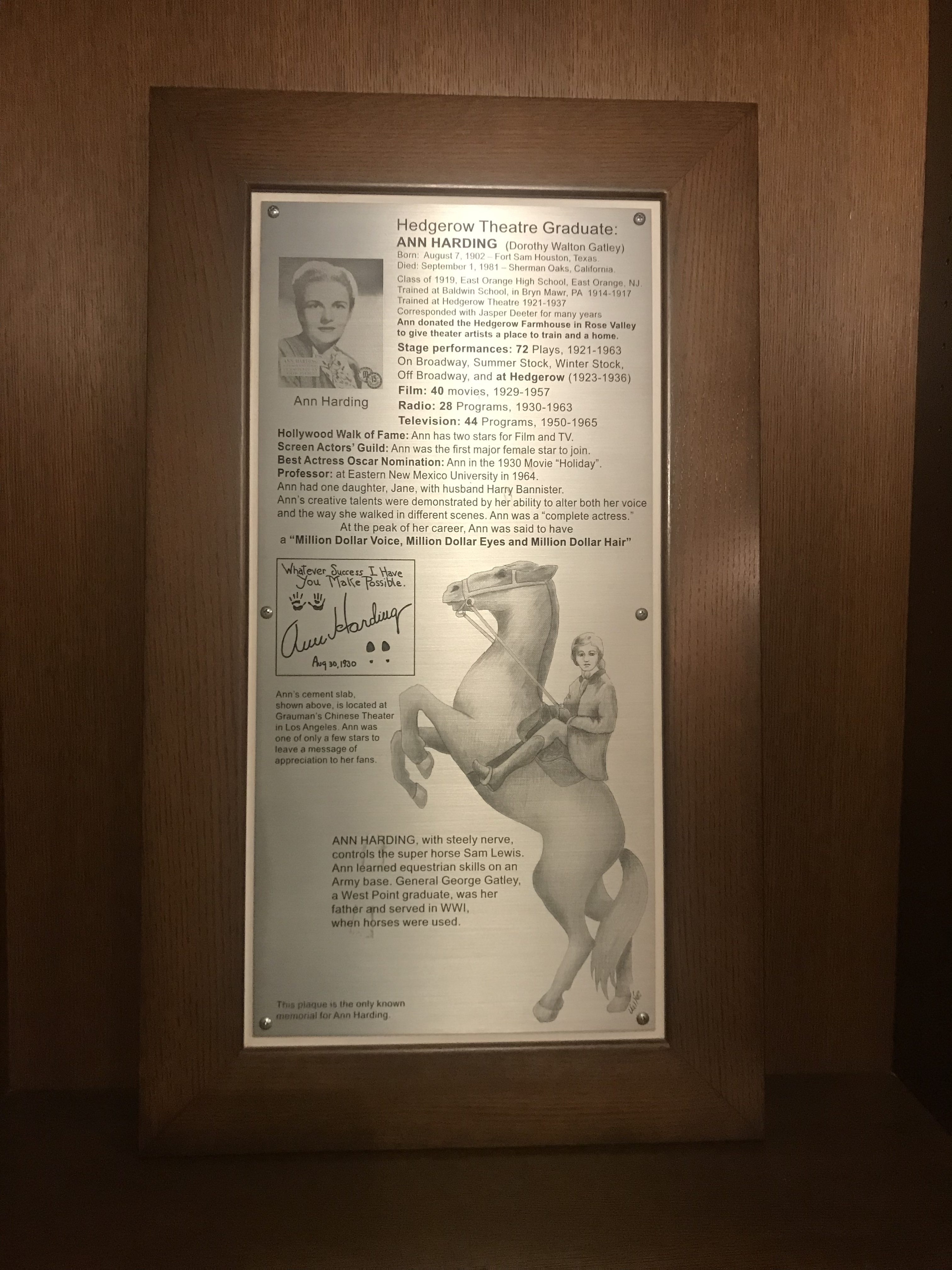
ヘッジロウ劇場のハーディングを記念する銘板（2023年）

1930年8月30日、グローマンズ・チャイニーズ・シアターの前庭「フォーコート・オブ・ザ・スターズ」に、ハーディングの手形・足形を刻んだセメントタイルが設置された。
映画界とテレビ界への貢献により、ハリウッド・ウォーク・オブ・フェームにはハーディングの星が2つ設置されている。映画部門の星はハリウッド・ブールバール6201番地に、テレビ部門の星はハリウッド・ブールバール6850番地にある。いずれの星も1960年に2月8日に設置式典が行われた。
ハーディングがキャリアの初期に拠点としていたヘッジロウ劇場には、ハーディングを記念する銘板がある。

## 出演歴

### ブロードウェイ
| 期間                         | 作品名                  | 役名           |
| ---------------------------- | ----------------------- | -------------- |
| 1921年10月3日 - 1921年10月   | Like a King             | Phyllis Weston |
| 1923年10月1日 - 1924年5月    | Tarnish                 | Letitia Tevis  |
| 1924年9月8日 - 1924年9月     | Thoroughbreds           | Sue            |
| 1925年10月7日 - 1925年12月   | Stolen Fruit            | Marie Millais  |
| 1926年3月23日 - 1926年4月    | Schweiger               | Anna Schweiger |
| 1926年9月28日 - 1927年3月    | The Woman Disputed      | Marie-Ange     |
| 1927年9月19日 - 1927年10月   | The Trial of Mary Dugan | Mary Dugan     |
| 1962年2月28日 - 1962年3月1日 | General Seeger          | Rena Seeger    |
| 1964年2月18日                | Abraham Cochrane        | Myra Holliday  |

### 映画
| 年   | 作品名                                             | 役名                             | 備考                                               |
| ---- | -------------------------------------------------- | -------------------------------- | -------------------------------------------------- |
| 1929 | Paris Bound                                        | Mary Hutton                      |                                                    |
| 1929 | Her Private Affair                                 | Vera Kessler                     | 共演: ハリー・バニスター                           |
| 1929 | 曳かれ行く男 Condemned                             | Madame Vidal                     | 共演: ロナルド・コールマン                         |
| 1930 | Holiday                                            | Linda Seton                      | アカデミー主演女優賞ノミネート                     |
| 1930 | 峻峰の争闘 The Girl of the Golden West             | Minnie                           |                                                    |
| 1931 | 女性に捧ぐ East Lynne                              | Lady Isabella                    | 作品はアカデミー作品賞ノミネート                   |
| 1931 | Devotion                                           | Shirley Mortimer                 | 共演: レスリー・ハワード                           |
| 1932 | Prestige                                           | Therese Du Flos Verlaine         |                                                    |
| 1932 | 心のふるさと Westward Passage                      | Olivia Van Tyne Allen Ottendorf  | 共演: ローレンス・オリヴィエ                       |
| 1932 | 立上がる米国 The Conquerors                        | Caroline Ogden Standish          |                                                    |
| 1932 | The Animal Kingdom                                 | Daisy Sage                       | 共演: レスリー・ハワード                           |
| 1933 | When Ladies Meet                                   | Claire Woodruff                  | 共演: マーナ・ロイ                                 |
| 1933 | Double Harness                                     | Joan Colby                       | 共演: ウィリアム・パウエル                         |
| 1933 | 情怨 The Right to Romance                          | Dr. Margaret "Peggy" Simmons     | 共演: ロバート・ヤング                             |
| 1934 | 偉大なる人生 Gallant Lady                          | Sally Wyndham                    |                                                    |
| 1934 | ある女の一生 The Life of Vergie Winters            | Vergie Winters aka Virginia Wood |                                                    |
| 1934 | 泉 The Fountain                                    | Julie von Marwitz                |                                                    |
| 1934 | The Hollywood Gad About                            | 本人役                           | 短編                                               |
| 1935 | Biography of a Bachelor Girl                       | Marion Forsythe                  |                                                    |
| 1935 | Enchanted April                                    | Mrs. Lotty Wilkins               |                                                    |
| 1935 | 晩春 The Flame Within                              | Doctor Mary White                |                                                    |
| 1935 | 永遠に愛せよ Peter Ibbetson                        | Mary, Duchess of Towers          | 共演: ゲイリー・クーパー                           |
| 1936 | 愛情無限 The Lady Consents                         | Anne Talbot                      | 共演: ハーバート・マーシャル                       |
| 1936 | 証人席 The Witness Chair                           | Paula Young                      |                                                    |
| 1937 | 血に笑ふ男 Love from a Stranger                    | Carol Howard                     | 共演: ベイジル・ラスボーン                         |
| 1942 | Eyes in the Night                                  | Norma Lawry                      | 主演: エドワード・アーノルド                       |
| 1943 | Mission to Moscow                                  | Mrs. Marjorie Davies             |                                                    |
| 1943 | The North Star                                     | Sophia Pavlova                   |                                                    |
| 1944 | Nine Girls                                         | Gracie Thornton                  |                                                    |
| 1944 | Janie                                              | Lucille Conway                   |                                                    |
| 1945 | Those Endearing Young Charms                       | Mrs. Brandt (Captain)            |                                                    |
| 1946 | Janie Gets Married                                 | Lucille Conway                   |                                                    |
| 1947 | 五番街の出来事 It Happened on 5th Avenue           | Mary O'Connor                    |                                                    |
| 1947 | Christmas Eve                                      | Aunt Matilda Reed                |                                                    |
| 1950 | The Magnificent Yankee                             | Fanny Bowditch Holmes            | 共演: ルイス・カルハーン                           |
| 1950 | トゥ・ウィークス・ウイズ・ラブ Two Weeks with Love | Katherine Robinson               |                                                    |
| 1951 | The Unknown Man                                    | Stella Mason                     |                                                    |
| 1956 | 灰色の服を着た男 The Man in the Gray Flannel Suit  | Helen Hopkins                    | 主演: グレゴリー・ペック、ジェニファー・ジョーンズ |
| 1956 | I've Lived Before                                  | Miss Jane Stone                  |                                                    |
| 1956 | Strange Intruder                                   | Mary Carmichael                  |                                                    |

### テレビ
| 年   | 作品名                                                                          | 役名             | 備考                                            |
| ---- | ------------------------------------------------------------------------------- | ---------------- | ----------------------------------------------- |
| 1955 | Crossroads                                                                      | Hulda Lund       | 1話のみ                                         |
| 1955 | Studio 57                                                                       | Martha Halstead  | 1話のみ                                         |
| 1956 | Front Row Center                                                                | Grammie          | 1話のみ                                         |
| 1959 | ハリウッド名作アワー ジューン・アリスンと共に The DuPont Show with June Allyson | Naomi            | 1話のみ("Ruth and Naomi")                       |
| 1961 | ヒッチコック劇場 Alfred Hitchcock Presents                                      | Sarah Hale       | 1話のみ（シーズン7第12話"A Jury of Her Peers"） |
| 1963 | 弁護士プレストン The Defenders                                                  | Helen Bernard    | 1話のみ                                         |
| 1963 | バークにまかせろ Burke's Law                                                    | Annabelle Rogers | 1話のみ                                         |
| 1964 | ドクター・キルデア Dr. Kildare                                                  | Mae Priest       | 1話のみ                                         |
| 1965 | ベン・ケーシー Ben Casey                                                        | Edith Sommers    | 1話のみ                                         |